# Хар-Адар
Хар-Адар (ивр. הר אדר‎) — израильское поселение и местный совет на Западном берегу реки Иордан в округе Иудея и Самария. Поселение было основано в 1982 году. В 1995 году получило статус местного совета.
Расположен вблизи города Абу-Гош, примерно в 15 км к северо-западу от Иерусалима, на высоте 880 м над уровнем моря. Площадь совета составляет 0,994 км².

## Население
По данным Центрального статистического бюро Израиля, население на начало 2020 года составляло 4 088 человек.
99,3 % населения составляют евреи.
| 1993 | 1995 | 1998 | 2000 | 2002 | 2004 | 2006 | 2008 | 2010 | 2012 | 2014 |
| ---- | ---- | ---- | ---- | ---- | ---- | ---- | ---- | ---- | ---- | ---- |
| 1420 | 1478 | 1467 | 1420 | 1730 | 2074 | 2438 | 3115 | 3426 | 3701 | 3776 |